# José Pires do Rio
José Pires do Rio (Guaratinguetá, 26 de novembro de 1880 — Calcutá, 23 de julho de 1950) foi um engenheiro civil, geólogo, economista, jornalista e político brasileiro.

## Formação
José Pires do Rio iniciou seus estudos no Ginásio São Joaquim, de Lorena, São Paulo, ingressando anos mais tarde na Faculdade de Direito de São Paulo.
Aos dezesseis anos de idade, Pires matriculou-se na Escola de Engenharia de Ouro Preto, Minas Gerais, onde se formaria em 1903. Enquanto cursava engenharia, também cursou farmacologia na Escola de Farmácia, também em Ouro Preto. Logo em seguida teve a oportunidade de viajar para a Europa por curto período de tempo.[carece de fontes?]

## Carreira como engenheiro e Ministro das Obras Públicas

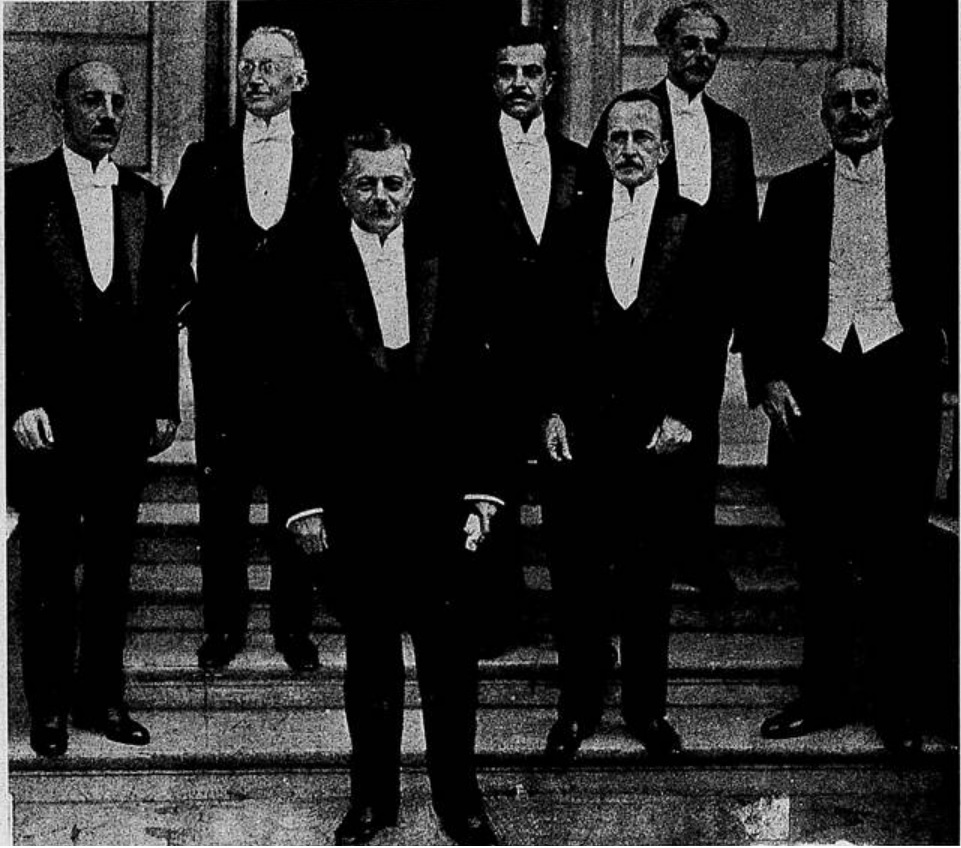
Ministros de Epitácio Pessoa em 1919. Pires do Rio está ao centro, no fundo.

Pires do Rio iniciou sua carreira profissional como engenheiro de obras no Porto do Rio de Janeiro, na capital do Brasil à época. Entre 1906 e 1910, realizou várias viagens ao exterior. Ao regressar ao País, Pires lecionou hidráulica na Escola Politécnica da Bahia, entre 1912 e 1914. Mais tarde, trabalhou na construção do porto do Rio Grande do Sul e por essa experiência, foi nomeado diretor de uma inspetoria do Departamento Nacional de Obras Contra as Secas.[carece de fontes?]
Destacou-se como um estudioso de fontes de energia, chegando a ser nomeado pelo governo federal para estudar as potencialidades do carvão mineral, em que acabou se especializando, com a extração do minério no Rio Grande do Sul. O estudo deste mineral levou à escrita de O Combustível na Economia Universal (1916). Para ele, o carvão-de-pedra tem papel fundamental na industrialização e na conquista de poderio pelas nações. Em 1942, com o lançamento da segunda edição da obra, Pires voltou ao tema com um prefácio dedicado ao carvão mineral, segundo ele, "suficiente para milênios de utilização". Enquanto isso, Pires do Rio considerava o petróleo um recurso natural que se esgotaria na década de 1960.
Por seus trabalhos nas estradas de ferro Madeira-Mamoré e Belém-Bragança, como inspetor federal, foi convidado para integrar o governo do então presidente da República Epitácio Pessoa como ministro das Obras Públicas, ocupando a pasta de 1919 a 1922. Embora não tenha permanecido no cargo até o final do mandato presidencial, suas realizações na área são notáveis. Dentre algumas delas, estão a contratação de empresas de engenharia internacionais para realização de obras de combate à seca no Nordeste, das quais se destaca o Reservatório de Orós (CE), com capacidade para armazenar 4 bilhões de metros cúbicos de água.  
Além disso, Pires do Rio foi responsável pela criação de um fundo especial para financiamento de obras de irrigação de terras cultiváveis na região nordestina, representando 2% da receita anual da União naquela época. O trabalho de Pires na área, porém, sofreu forte retrocesso no governo de Artur Bernardes, sendo retomado apenas após a Revolução de 1930.
Ainda em 1922, Pires do Rio exerceu interinamente o comando da pasta de Agricultura, Indústria e Comércio, de 22 de maio a 15 de novembro daquele ano, substituindo Simões Lopes. Com o fim do governo de Epitácio Pessoa, Pires do Rio retornou a São Paulo, por onde elegeu-se deputado federal, em 1924.  

## Prefeito de São Paulo (1926—1930)

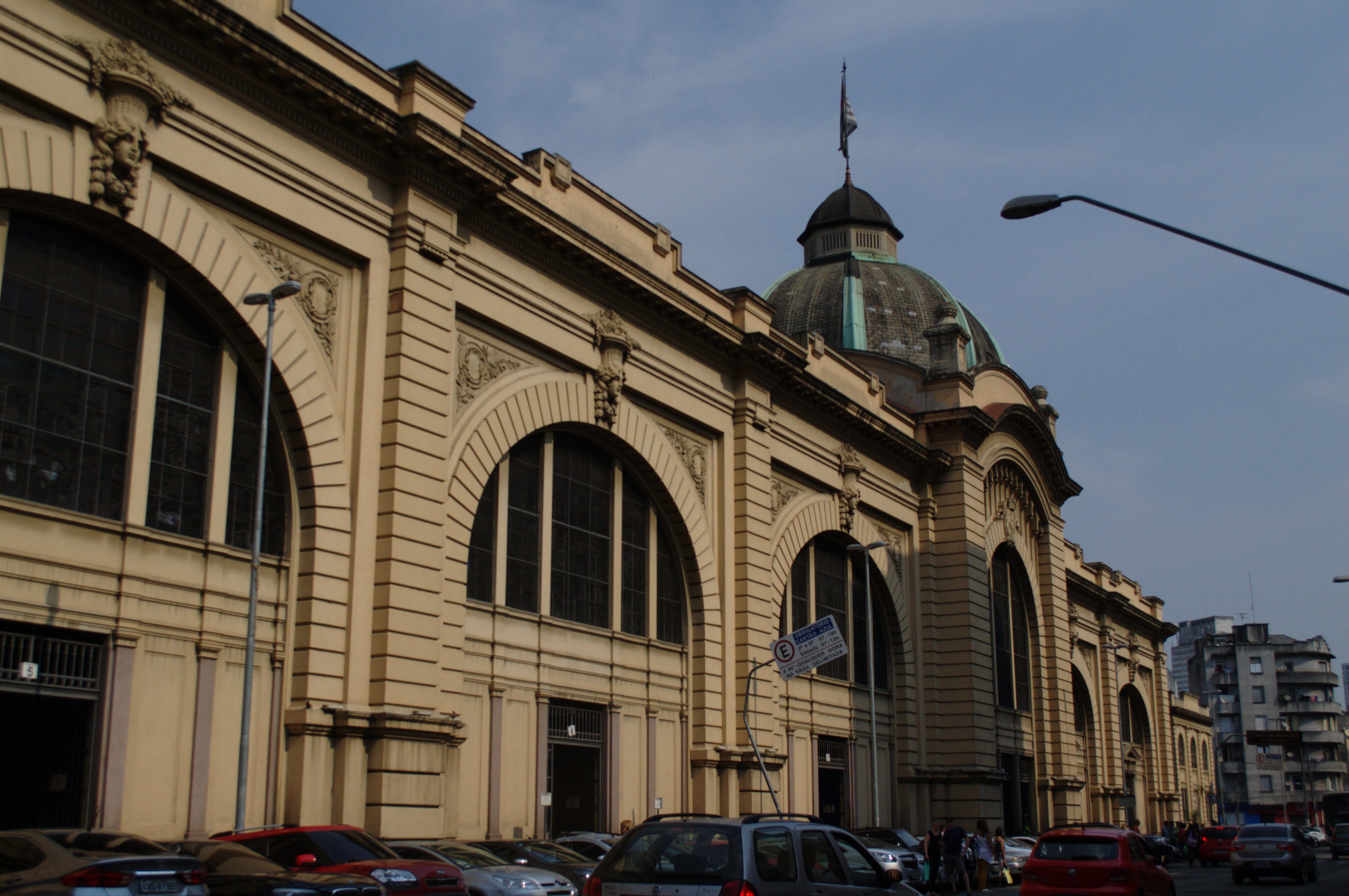
O Mercado Municipal teve sua construção iniciada no mandato de Pires do Rio.

A conquista do cargo no Legislativo federal, porém, acabaria abreviada pela ambição de disputar um cargo de Executivo. Pires do Rio renunciou às suas funções parlamentares em 31 de dezembro de 1925 com a intenção de disputar a Prefeitura de São Paulo. Vitorioso nas urnas, assumiu a administração da capital paulista em 1926.
No exercício desse cargo, contratou o engenheiro Francisco Prestes Maia, que elaborou o plano urbanístico da cidade, incluindo a retificação do rio Tietê e a construção de praças e avenidas. Durante sua gestão na capital paulista, foram iniciados a elaboração de projetos do que seria o Parque do Ibirapuera e a construção do Mercado Municipal. Reeleito em 1928, teve seu segundo mandato interrompido pela Revolução de 1930, que o manteve afastado de cargos públicos por vários anos.

## Era Vargas
Após deixar o cargo de prefeito, mudou-se para o Rio de Janeiro, onde foi diretor da Companhia Comércio e Navegação, dedicada à construção naval, e diretor-tesoureiro do Jornal do Brasil que, na época, atravessava difícil situação financeira. Pires do Rio ocupou esse cargo até o fim de sua vida, definindo uma orientação comercial que prevaleceu até 1950, fazendo com que o jornal se concentrasse nos anúncios, abdicando de maior envolvimento nas questões políticas e culturais do país. Sua política de contenção de despesas provocou inúmeras divergências e atritos com o corpo de funcionários.
Em 1937, foi convidado pelo ministro da Agricultura, Odilon Duarte Braga, para presidir a Comissão do Petróleo, embrião do Conselho Nacional do Petróleo, criado no ano seguinte. Em 1939 tornou-se vice-presidente do recém-criado Conselho Nacional de Águas e Energia Elétrica, cargo em que permaneceu até 1944.

## Ministro da Fazenda e anos finais

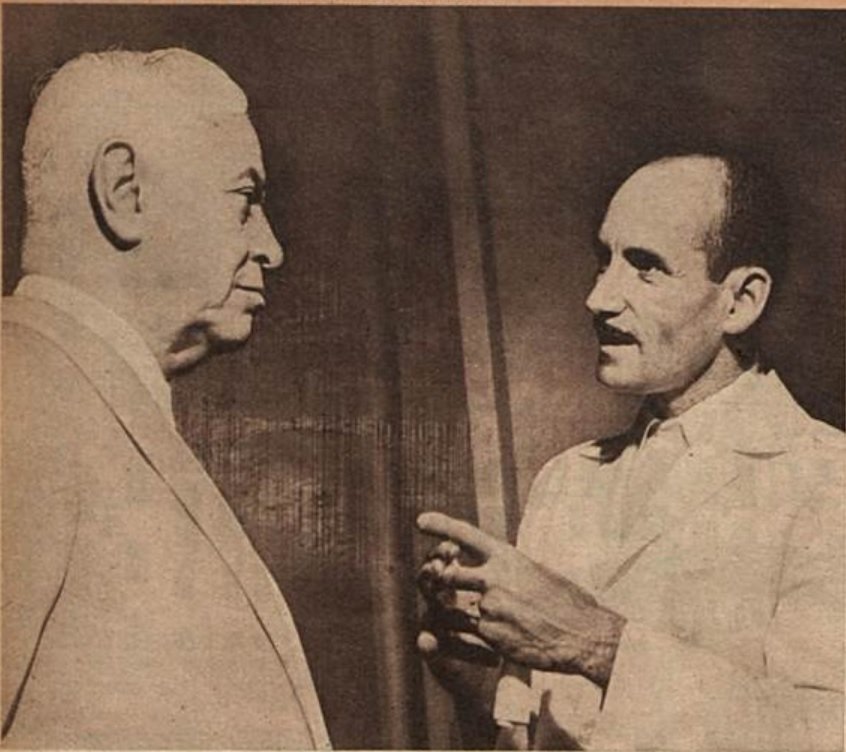
O ex-ministro Pires do Rio (à esquerda) conversando com o empresário Joaquim Rolla no Palácio Quitandinha, 1946.

Após a deposição de Getúlio Vargas, ocorrida em 29 de outubro de 1945, o presidente do Supremo Tribunal Federal (STF), José Linhares, assumiu em caráter provisório a presidência da República, convidando Aníbal Freire — também ministro do STF e membro da direção do Jornal do Brasil — para ocupar o Ministério da Fazenda. Este, alegando idade avançada, indicou o nome de Pires do Rio que, nomeado no dia lº de novembro de 1945, assumiu o cargo em uma conjuntura marcada pelo fim do Estado Novo e a vitória dos países aliados na Segunda Guerra Mundial. As potências ocidentais vitoriosas, lideradas pelos Estados Unidos, preconizavam o fim do protecionismo econômico e a busca de estabilidade cambial e monetária dentro das normas definidas na Conferência de Bretton Woods (Estados Unidos, 1944), procurando eliminar os entraves à expansão do comércio mundial.
Fortalecido pela conjuntura internacional, um grupo de economistas brasileiros encabeçado por Eugênio Gudin criticava profundamente o governo Vargas, atacando sobretudo a intervenção estatal na economia e a adoção de medidas protecionistas no campo das relações de comércio. Pires do Rio posicionava-se em um meio-termo entre o que considerava “excessivo protecionismo” e o total liberalismo alfandegário preconizado pelos seguidores de Gudin. Conforme escreveu no relatório intitulado As condições atuais do Brasil, apresentado ao presidente José Linhares em dezembro de 1945, “sem tarifas aduaneiras o Brasil não poderia sustentar várias indústrias agrárias, como a de laticínios e a de açúcar, e não poderia talvez explorar as salinas de sua terra. Cumpre, entretanto, não exagerar esse protecionismo para não sacrificar a maioria do povo brasileiro à minoria industrial do país”.
Segundo ele, o principal problema da economia brasileira era a inflação, que desde 1940 apresentava tendência crescente, alimentada pela emissão de papel-moeda para cobrir o déficit orçamentário, “velha moléstia do Brasil financeiro”. A manutenção de uma taxa cambial artificialmente baixa para proteger os industriais e os exportadores de café e algodão, a compra de ouro pelo Tesouro Nacional e a realização de obras públicas inúteis eram, a seu ver, os principais fatores deficitários que precisavam ser combatidos. Empenhado em evitar novas emissões, Pires do Rio recorreu à venda de parte do ouro existente para fornecer numerário ao Tesouro, limitou as operações da Carteira de Redescontos do Banco do Brasil e transferiu para a Superintendência da Moeda e do Crédito (Sumoc), criada em fevereiro de 1945, as atribuições da Caixa de Mobilização e Fiscalização Bancária. Entretanto, o aumento geral dos servidores civis e militares, incluindo reformados, inativos e pensionistas, elevou as despesas públicas no exercício de 1946 em mais de dois bilhões de cruzeiros, sem que tivesse havido previsão de recursos destinados ao seu pagamento, o que frustrou parcialmente as medidas financeiras e administrativas de sua gestão no combate à inflação.
O ministro referendou ainda decretos-leis e decretos criando o Serviço de Importação Aérea e a Estação Aduaneira em São Paulo, alterando o regulamento para a fiscalização aduaneira dos transportes aéreos, e substituindo a Tesouraria da Caixa de Amortização pelas tesourarias da Dívida Pública Interna e Fundada e a Tesouraria do Meio Circulante. Nesse período, o Departamento Administrativo do Serviço Público (DASP) teve suas atribuições restringidas ao estudo e orientação dos problemas de administração pública, tornando-se órgão consultivo do serviço civil federal, sem poder executivo ou fiscalizador, transferidos para os próprios ministérios de cada área. Em virtude dessa reorganização, o Conselho de Administração do Material e a Divisão do Material, que integravam o DASP, passaram a se subordinar ao Departamento Federal de Compras do Ministério da Fazenda.
Com a posse de Eurico Gaspar Dutra na presidência da República, em 1946, Pires do Rio transmitiu seu cargo para o novo titular da pasta da Fazenda, Gastão Vidigal.

## Anos finais e legado
Faleceu em Calcutá, na Índia, durante excursão turística, no dia 23 de julho de 1950. Era celibatário.
Estudioso de economia e sócio-honorário do Instituto Histórico e Geográfico de São Paulo, em cuja revista colaborou, Pires do Rio deixou as seguintes obras: O combustível na economia universal (1916), Assuntos de política econômica (1917), Ofício (1928), Realidades econômicas do Brasil (1945), As condições atuais do Brasil (1945) e A moeda brasileira e seu perene caráter fiduciário (1947).
Na Zona Leste da cidade de São Paulo, uma avenida e um viaduto recebem seu nome. Em Goiás, o município de Pires do Rio foi outra homenagem ao político.[carece de fontes?]